# 멜빈과 하워드
《멜빈과 하워드》(Melvin And Howard)는 미국에서 제작된 조나단 드미 감독의 1980년 코미디, 드라마 영화이다. 제이슨 로바즈 등이 주연으로 출연하였고 아트 린슨 등이 제작에 참여하였다. 아카데미 각본상 수상작이다.

## 출연

### 주연
- 제이슨 로바즈
- 폴 르 맷
- 엘리자베스 체셔

### 조연
- 메리 스틴버겐
- 칩 테일러
- 멜빈 E. 더머
- 마이클 J. 폴라드
- 데니즈 갈릭-퍼리

## 기타
- 협력프로듀서: 테런스 넬슨
- 미술: 토비 카 라펄슨
- 배역: 마이클 치니치